# Paweł Chrószcz
Paweł Chrószcz (ur. 8 lutego 1900 w Załężu, zm. 12 stycznia 1983 w Katowicach) – polski działacz sportowy, powstaniec śląski, w okresie niemieckiej okupacji działacz polskiego ruchu oporu.

## Życiorys

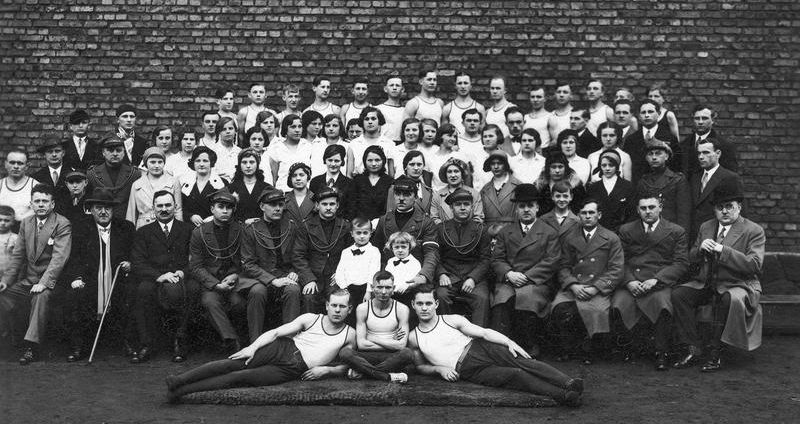
Załęskie gniazdo „Sokoła” w Katowicach w 1932 roku; Paweł Chrószcz stoi pierwszy od lewej strony, ubrany w podkoszulek

Urodził się 8 lutego 1900 roku w Załężu (późniejsza część Katowic). W styczniu 1919 roku był współorganizatorem Polskiej Organizacji Wojskowej Górnego Śląska, a po raz pierwszy chwycił za broń w 1919 roku w trakcie I powstania śląskiego. Jego walka była krótka, po czym musiał szukać schronienia w Sosnowcu. Po ogłoszeniu amnestii wrócił na Górny Śląsk. Podczas II powstania śląskiego walczył pomiędzy Załężem a Dębem. W okresie plebiscytu ochraniał polskie wiece w Koźlu i Katowicach, a także pracował w komisariacie plebiscytowym Załęże-Dwór. W trakcie III powstania śląskiego przeszedł cały szlak bojowy załęskiej kompanii od Wirku przez Sławięcice, Kędzierzyn i Koźle. Walczył także pod Górą Świętej Anny.
W latach 1911–1939 był członkiem załęskiego gniazda Towarzystwa Gimnastycznego „Sokół”. Przyczynił się do zreformowania gimnastyki sokolej. Był trenerem kadry gimnastyczek na Letnich Igrzyskach Olimpijskich 1936.
II wojna światowa zastała go na ćwiczeniach wojskowych w Warszawie. Po powrocie na Górny Śląsk 20 października 1939 roku włączył się w prace konspiracyjnej organizacji „Ku Wolności” – pierwszej organizacji podziemnej na Górnym Śląsku, która m.in. niosła pomoc ofiarom wojny. Na ulicy M. Drzymały w Katowicach zajmował się powielaniem konspiracyjnej gazety. Od grudnia 1939 był dowódcą organizacji, a po połączeniu z Polskim Związkiem Wolności w 1942 roku został jej szefem Oddziału Dywersyjno-Wywiadowczego i członkiem sztabu Obwodu Śląskiego. W okresie niemieckiej okupacji i po jej zakończeniu był także działaczem Armii Krajowej. 
W czasie wojny został wezwany przez katowickie Gestapo celem naprawy awarii sieci telefonicznej, wykorzystując tę okazję do wynoszenia każdej nocy najważniejszych przedwojennych dokumentów, przede wszystkim zdjęć powstańców śląskich, na których Niemcy zaczęli polowanie. Wiosną 1942 roku wraz z 13 innymi członkami Polskiej Organizacji Wojskowej dokonał ataku na katowickie lotnisko, niszcząc hangary i paląc samoloty. We wrześniu 1944 roku tropiony przez Gestapo znalazł schronienie w oddziałach partyzanckich w Beskidach.
Po wyzwoleniu z niemieckiej okupacji współorganizował w Załężu Milicję Obywatelską, a także brał udział w pracach odbudowy dzielnicy. Zawodowo pracował na kopalni „Kleofas”.
W latach 1958–1961 pełnił obowiązki przewodniczącego komisji sportowej Polskiego Związku Gimnastycznego i przewodniczącego do spraw sędziowskich, w 1960 roku był prezesem Okręgowego Związku Gimnastycznego w Katowicach, a w 1967 roku był członkiem Zarządu Głównego. Był także sędzią sportowym klasy międzynarodowej i uczestniczył w wielu igrzyskach olimpijskich. Jego wychowankami w gimnastyce byli m.in: Paweł Świętek, Paweł Gaca czy Alfred Kucharczyk, a za jego kadencji jako prezesa Okręgowego Związku Gimnastycznego w Katowicach medale zdobywały m.in. Natalia Kot i Dorota Jokiel.
Działał w Związku Bojowników o Wolność i Demokrację, gdzie był członkiem Prezydium krajowej Komisji Weteranów Powstań Śląskich.
Zmarł 12 stycznia 1983 roku w Katowicach. Pochowany został na cmentarzu przy ulicy P. Pośpiecha.

## Życie prywatne
Pochodził z rodziny górniczej z Załęża. Był żonaty z Marią z domu Mrowiec – członkinią Towarzystwa Gimnastycznego „Sokół”, uczestniczką III powstania śląskiego, działaczką ruchu oporu w czasie II wojny światowej. Mieli syna Alojzego – pedagoga, działacza sportowego, członka i trenera AZS-AWF Warszawa w piłce nożnej i piłce ręcznej, trener kadry narodowej piłki ręcznej kobiet.

## Odznaczenia
- Krzyż Grunwaldu III klasy (1947)[8]
- Brązowy Krzyż Zasługi (1951)[9]
- Medal 10-lecia Polski Ludowej (1956)[10]
- Odznaka „Zasłużony Działacz Kultury Fizycznej” (1960)[11]